# تپپان‌یاکی

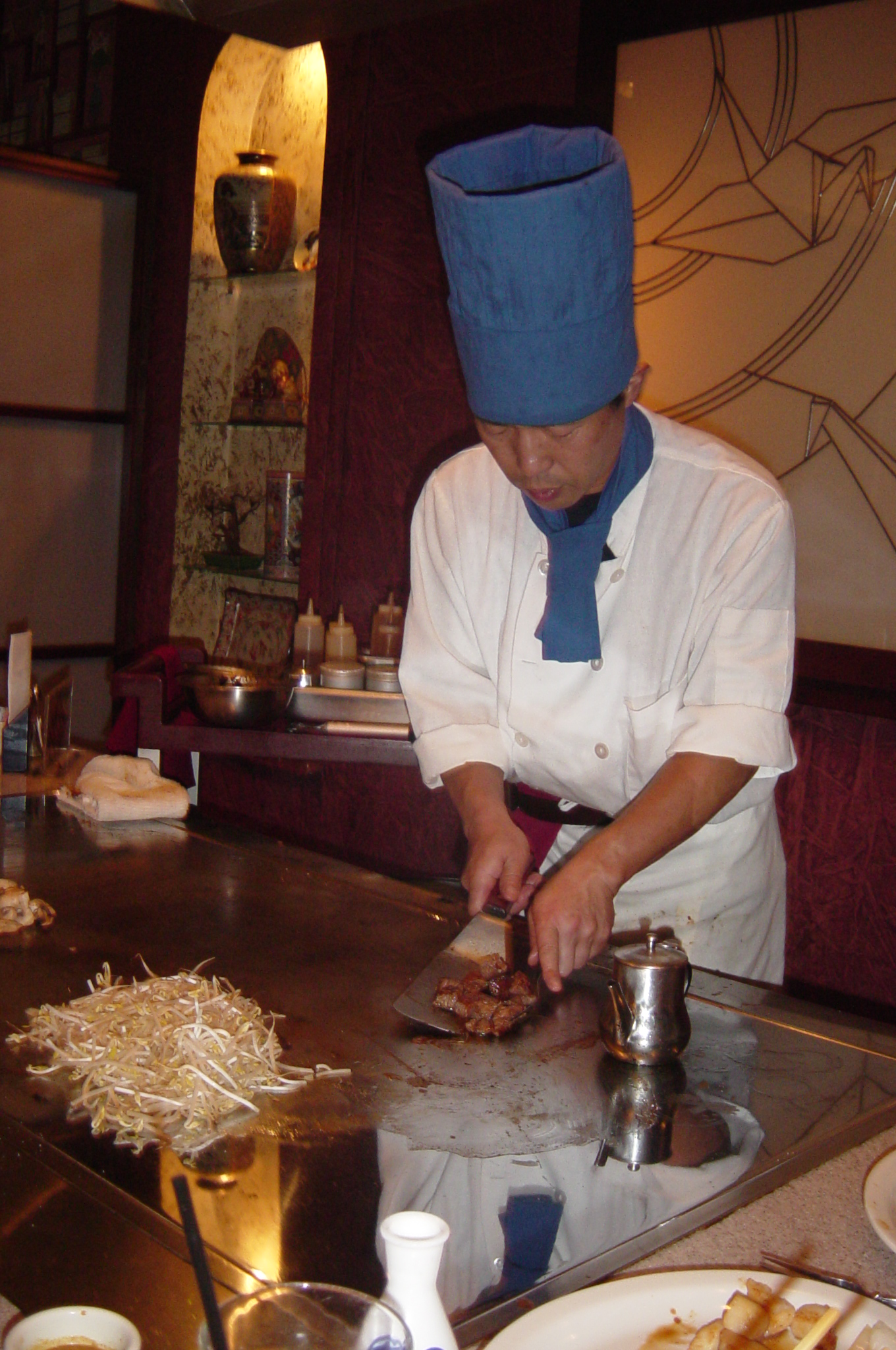
آشپز ژاپنی در حین پخت تپپان‌یاکی بر سر میز میهمانان.

تپپان‌یاکی (به ژاپنی: 鉄板焼き てっぱんやき Teppanyaki) در آشپزی ژاپنی به یکی از انواع غذاهایی گفته می‌شود که در تهیه آنها از  تابه (به انگلیسی: griddle) بدون لبه و تخت استفاده می‌شود.    